# Notophryxus globularis
Notophryxus globularis är en kräftdjursart som beskrevs av Georg Ossian Sars 1885. Notophryxus globularis ingår i släktet Notophryxus och familjen Dajidae. Inga underarter finns listade i Catalogue of Life.